# Wieżyca (Pojezierze Kaszubskie)
Wieżyca (kaszub. Wieżëca, niem. Turmberg lub Thurmberg) – najwyższe wzgórze pasma morenowych Wzgórz Szymbarskich o wysokości 328,7 m n.p.m., położone w woj. pomorskim, w powiecie kartuskim, w gminie Stężyca.
Najwyższe wzniesienie polskich pojezierzy oraz całego Niżu Polskiego (pomijając sztucznie usypaną Górę Kamieńską o wysokości 406 m n.p.m.).

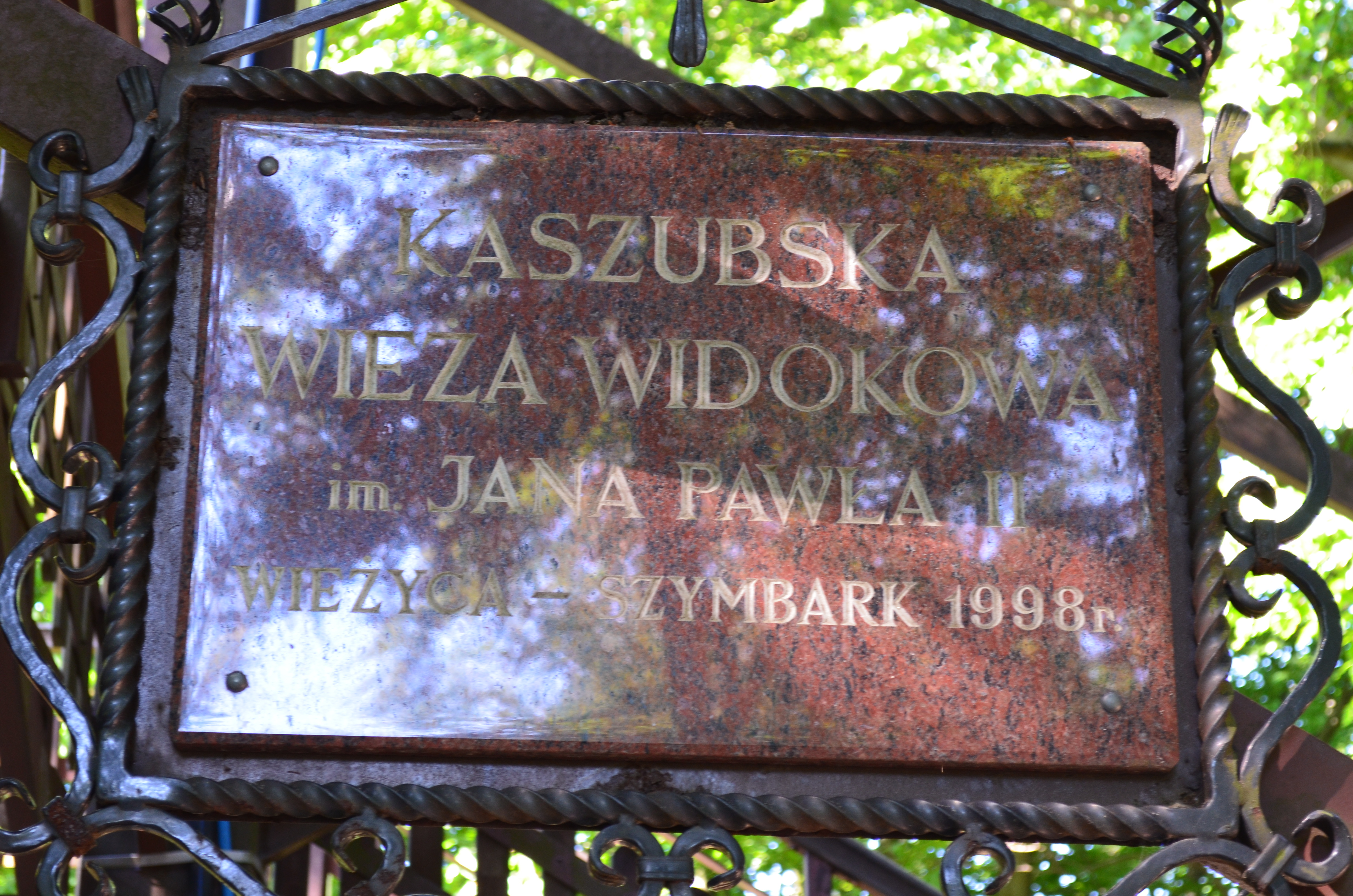
Tablica z Wieży Widokowej

Wierzchołek jest porośnięty lasem bukowym. Około 30 m na południe od szczytu wzgórza (kilka metrów niżej niż szczyt) usadowiono Kaszubską Wieżę Widokową im. Jana Pawła II (najwybitniejsza z jej trzech platform widokowych znajduje się na poziomie 30 m powyżej gruntu — około 350 m n.p.m.). Obecna stalowa konstrukcja zastąpiła starą, zbudowaną w czasach PRL drewnianą, która nie wytrzymała próby czasu, a usadowiona była na faktycznym szczycie wzniesienia — jej fundamenty można oglądać do dziś (r. 2020).
Przez szczyt prowadzi turystyczny Szlak Wzgórz Szymbarskich.
Wybitność Wieżycy względem obszaru na zachód od Bydgoszczy wynosi 272 m.

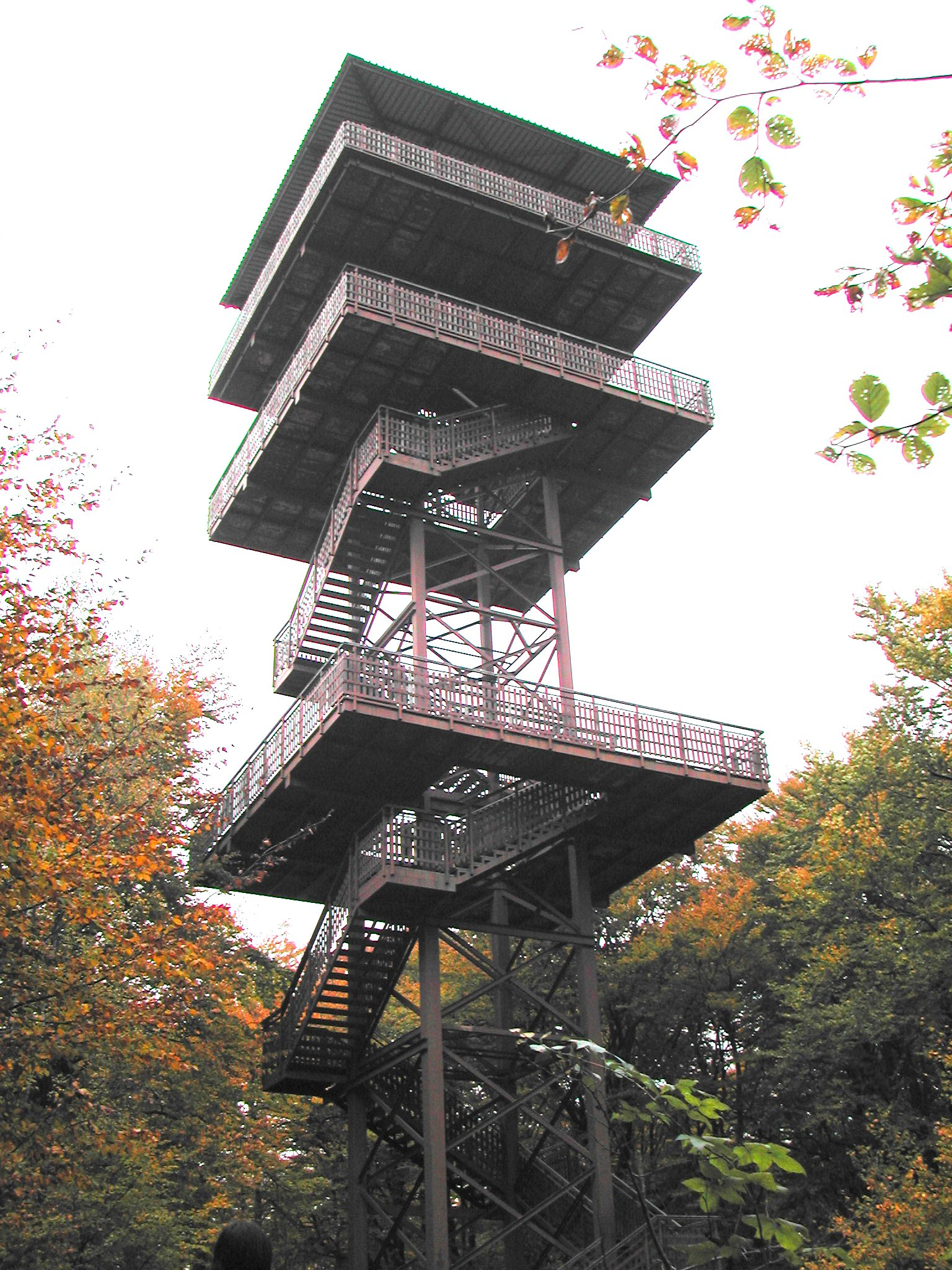
Wieża widokowa na Wieżycy

Na Wieżycy znajduje się stok narciarski i wyciąg. W bezpośrednim sąsiedztwie Wieżycy przebiega ostatni odcinek Drogi Kaszubskiej.
Ze względu na wysokość nad poziomem morza okolice szczytu Wieżyca są popularnym miejscem uprawiania narciarstwa biegowego. Lasy leśnictwa Drozdowo należą do najdłużej utrzymujących pokrywę śnieżną w regionie.
Ok. 1,5 km na południowy zachód leży wieś Szymbark, a 1,3 km na wschód wieś Rybaki.
Szczyt Wieżycy wraz z wybranymi stokami jest od 1962 roku objęty krajobrazowym rezerwatem przyrody „Szczyt Wieżyca na Pojezierzu Kaszubskim” o powierzchni 26,47 ha. Ochronie podlega głównie buczyna kwaśna.